# エドゥアルト・アインシュタイン
エドアルト・アインシュタイン（Eduard Einstein、1910年7月28日 – 1965年10月25日）は、物理学者のアルベルト・アインシュタインとミレヴァ・マリッチとの間の次男。アシュケナジムユダヤ人である。

## 生涯
スイスのチューリッヒで生まれた。1914年にアインシュタインの一家はドイツ・ベルリンに引っ越した。その後まもなく両親が離婚し、母ミレヴァはエドゥアルトと兄のハンス・アルベルトを連れてチューリッヒに戻った。父アルベルトは1919年に再婚し、1930年代に渡米した。
エドゥアルトは、優等生で音楽の才能にも恵まれていた。ギムナジウムを卒業後、精神科医になるために大学の医学部に進学した。しかし、20歳頃から統合失調症（エドゥアルトの時代は精神分裂病とよんでいた。アインシュタインロマンでもそのように放送された。）を患うようになり、最初の発病から2年後に精神病院に収容されることとなった。父アルベルトの伝記の著者は、エドゥアルトの病状が悪化したのは、過剰な薬物投与と、入院時に行われた多くの「治療」に原因があると推測している。兄のハンスは、エドゥアルトの記憶力と認知能力は、施設に収容されている間に受けた電気けいれん療法によって深刻な影響を受けたと信じていた。
発病後、エドゥアルトはアルベルトに対して、憎んでいる旨を伝えた。アルベルトは、ナチス・ドイツの台頭後、1933年にドイツからアメリカに移住し、息子に二度と会うことはなかった。父アルベルトはエドゥアルトのことを愛情を込めてテーテ(Tete)と呼んでいた。離婚後もエドゥアルトとアルベルトは定期的に連絡を取り合い、それはアルベルトが渡米した後も続いた。
エドゥアルトは発症後も音楽と芸術に興味を持ち続け、詩を書いた。ジークムント・フロイトの愛好家であり、寝室の壁にフロイトの写真を掛けていた。
母ミレヴァは1948年に亡くなるまで息子を看病し続けていた。母の死後は、チューリッヒ大学付属の精神病院であるBurghölzliで生涯を過ごし、1965年に55歳で脳卒中により亡くなった。遺体はチューリッヒのヘンガーベルク墓地に埋葬されている。
父アルベルトが天才であった為、病跡学(エピ・パトグラフィー)上の研究対象ともなっている。